# Patrik Ježek
Patrik Ježek (ur. 28 grudnia 1976 w Pilźnie) – czeski piłkarz występujący na pozycji pomocnika.

## Kariera klubowa
Ježek zawodową karierę rozpoczynał w 1994 roku w pierwszoligowej Viktorii Pilzno. Spędził tam cztery lata. W tym czasie zagrał tam w 64 ligowych meczach i zdobył 7 bramek. W 1998 roku trafił do austriackiego Tirolu Innsbruck. W 2000 roku zdobył z nim mistrzostwo Austrii. W tym samym roku przeszedł do Austrii Wiedeń, również grającej w Bundeslidze. Pierwszy ligowy mecz zaliczył tam 5 lipca 2000 przeciwko Grazerowi AK (4:0).
W listopadzie 2000 roku powrócił do Tirolu Innsbruck. W 2001 roku wygrał z mistrzostwo Austrii. Dotarł z nim także do finału Pucharu Austrii, ale Tirol został tam pokonany 2:1 przez FC Kärnten. W 2002 roku Ježek ponownie zdobył z zespołem mistrzostwo Austrii. W tym samym roku odszedł do niemieckiego Karlsruher SC, grającego w 2. Bundeslidze. Spędził tam sezon 2002/2003.
Latem 2003 roku przeniósł się do czeskiej Sparty Praga. Zadebiutował tam 26 lipca 2003 w zremisowanym 1:1 ligowym pojedynku z FK Teplice. Na początku 2004 roku powrócił do Austrii, gdzie został graczem klubu SV Pasching. Występował tam przez półtora roku.
W 2005 roku podpisał kontrakt z Red Bull Salzburg. Zadebiutował tam 12 lipca 2005 w przegranym 1:3 meczu rozgrywek Bundesligi z Grazerem AK. W 2007, 2009 i 2010 roku zdobywał z klubem mistrzostwo Austrii. W 2010 roku odszedł do Admiry Wacker Mödling.

## Kariera reprezentacyjna
W latach 1996–1997 Ježek rozegrał 7 spotkań i zdobył jedną bramkę w reprezentacji Czech U-21.